# As (vulkaan)

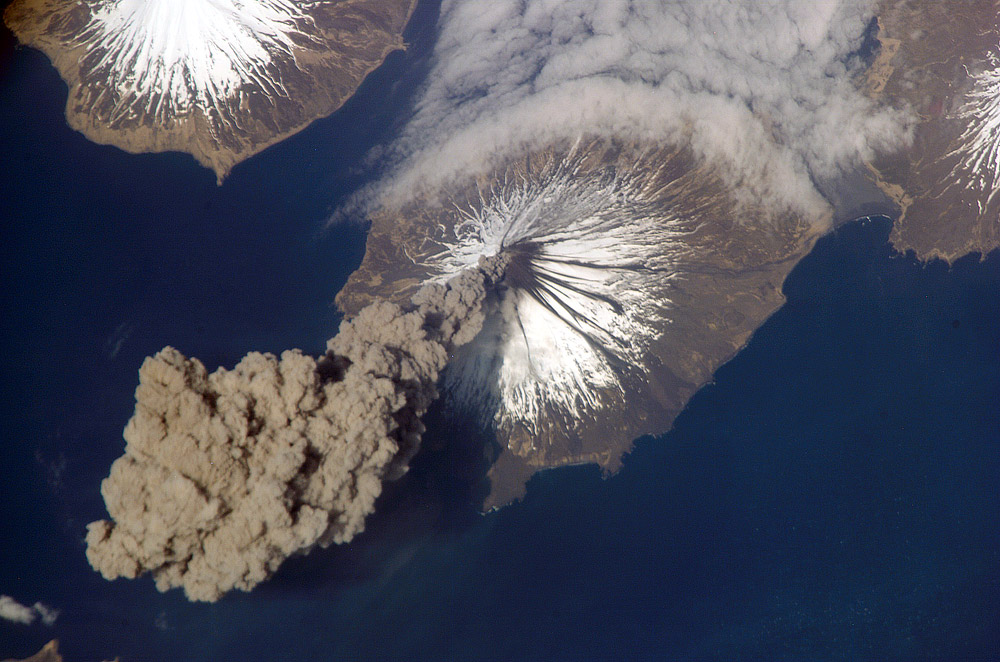
Eruptie van Mount Cleveland met aspluim

As is in de vulkanologie alle tefra (vulkanische brokstukken) kleiner dan 2 mm. Vulkanische as heeft niets te maken met de as die ontstaat bij een vuur, het is stof - zowel vloeibaar als vast - dat bij een vulkaanuitbarsting de lucht in wordt geblazen.
Een vulkaan kan tijdens explosieve erupties grote hoeveelheden brokstukken (klasten) en stof uitwerpen, die tefra worden genoemd. De grootste brokstukken heten vulkanische bommen, kleinere klasten worden lapilli genoemd, en het fijnste materiaal is vulkanische as.
Vulkanische as is gevaarlijk voor de luchtvaart, omdat de kleine deeltjes straalmotoren kunnen verstoppen zodat ze uitvallen. Daarom worden tegenwoordig aswolken vermeden door vliegtuigen. In april 2010 zorgde de uitbarsting van de IJslandse vulkaan Eyjafjallajökull voor een grote verstoring van het luchtverkeer in Europa. Verschillende dagen was in tientallen landen het luchtruim volledig gesloten.

## Vulkaanstof
Bij een zeer krachtige vulkaanuitbarsting wordt vulkaanstof uitgestoten, een mengsel van zwavelzuur en zwavelverbindingen dat tot 15 kilometer in de lucht kan worden geworpen. Vulkaanuitbarstingen die zo krachtig zijn dat er vulkaanstof kan worden geworpen komen alleen voor in tropische gebieden, niet in Europa. Een wolk vulkaanstof bestaat voornamelijk uit zwavelzuur en zwavelverbindingen en kan enkele jaren in de lucht blijven hangen, gedurende die periode kan dit van invloed zijn op het weer en het klimaat in de hele wereld.

### Gevolgen voor het klimaat
Vulkanen op tropische breedten kunnen het klimaat beïnvloeden. Dit geldt alleen voor zeer krachtige uitbarstingen waarbij het vulkaanstof de stratosfeer bereikt op meer dan 10 tot 15 kilometer hoogte. Deze vulkaanuitbarstingen hebben een langdurig koelend effect. De afkoeling wordt veroorzaakt doordat vulkanisch stof hoog in de atmosfeer (de stratosfeer) zonlicht tegenhoudt. Luchtstromingen in de tropen brengen de stof van vulkaanerupties verder omhoog en verspreiden het over de hele wereld. Vulkaanas van vulkanen buiten de tropen waait naar beneden en verdwijnt snel met neerslag.
Vulkaanstof in de stratosfeer kan, naast een temperatuurdaling, ook een rol spelen in de afbraak van ozon. In sommige winters zijn boven het noordelijk halfrond lage ozonhoeveelheden gemeten. Deze lage metingen kunnen voornamelijk het gevolg zijn geweest van uitbarstingen van de Pinatubo. Ook kan door de stofwolk kan de intensiteit van het zonlicht tijdelijk wat afnemen, waardoor de aarde iets afkoelt. Uit onderzoek naar de gevolgen van een aantal zeer explosieve erupties is gebleken dat de gemiddelde wereldtemperatuur in de eerste jaren na een zeer explosieve vulkaanuitbarsting ongeveer 0,3 graden daalde. De normale jaarlijkse variatie van de temperatuur kan veel groter zijn dan de geringe temperatuurafname veroorzaakt door een vulkaanuitbarsting. Bovendien zijn de temperatuurvariaties op de wereld het gevolg van een grote verscheidenheid aan processen. Deze kunnen van plaats tot plaats sterk verschillen. De invloed van een vulkaanuitbarsting op het klimaat voor een bepaald gebied is daarom moeilijk vast te stellen en nog moeilijker te voorspellen.

## Afbeeldingen

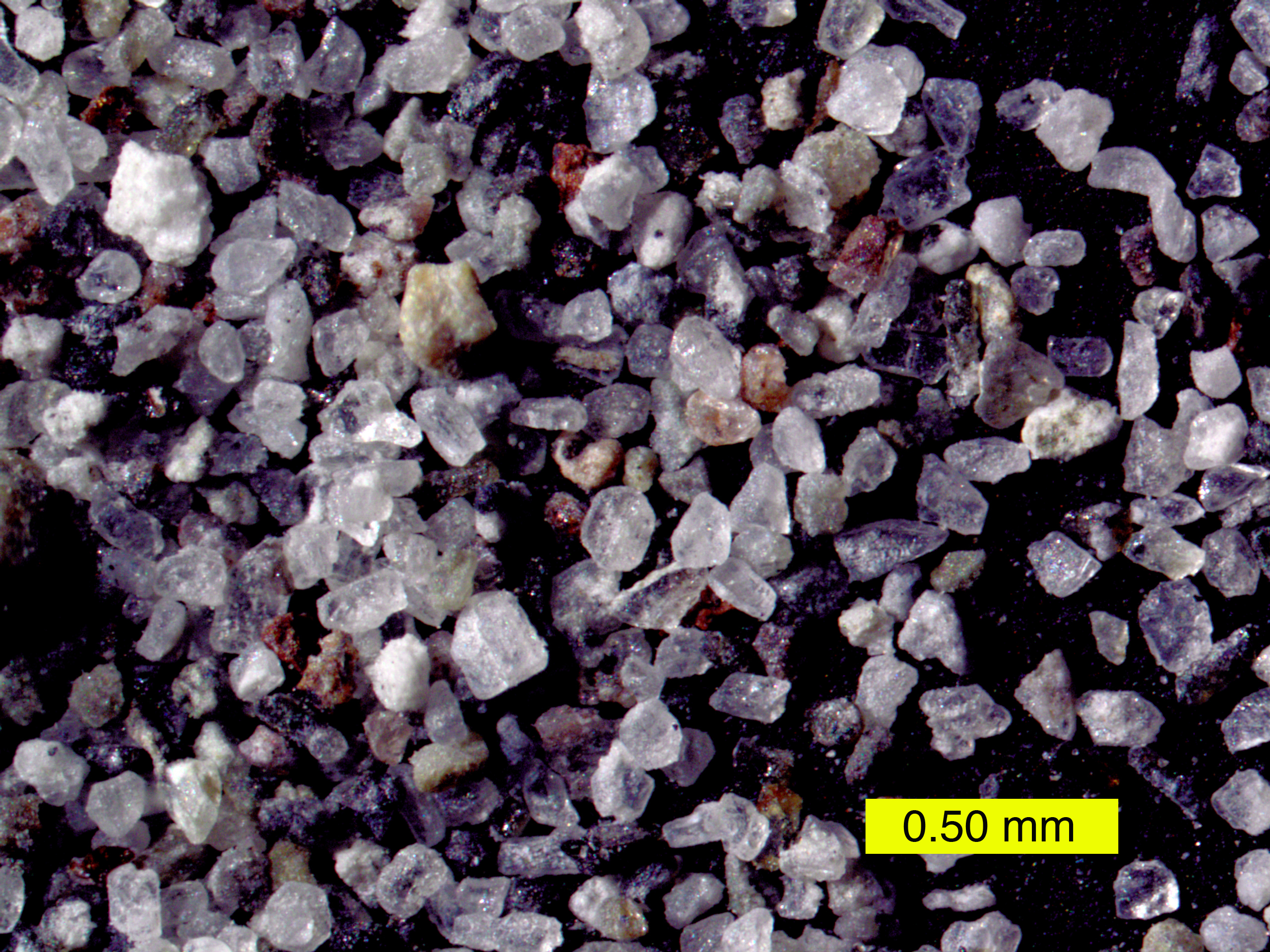
Vulkanische as
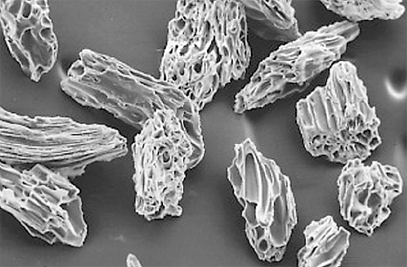
Vulkanische asdeeltjes (sterk vergroot)
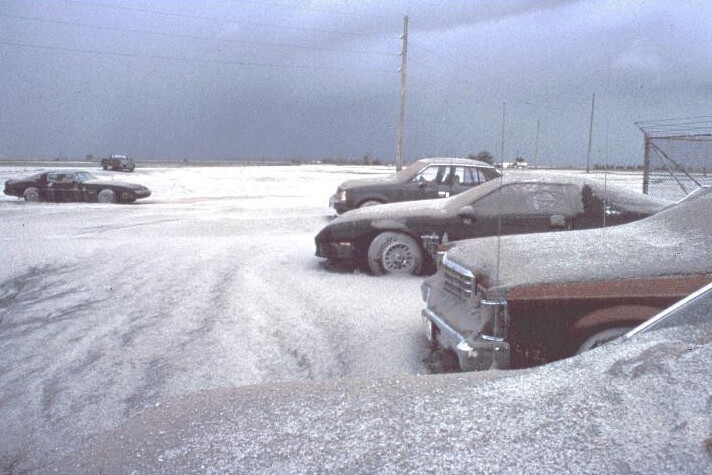
As van Mount Pinatubo, uitbarsting in 1991
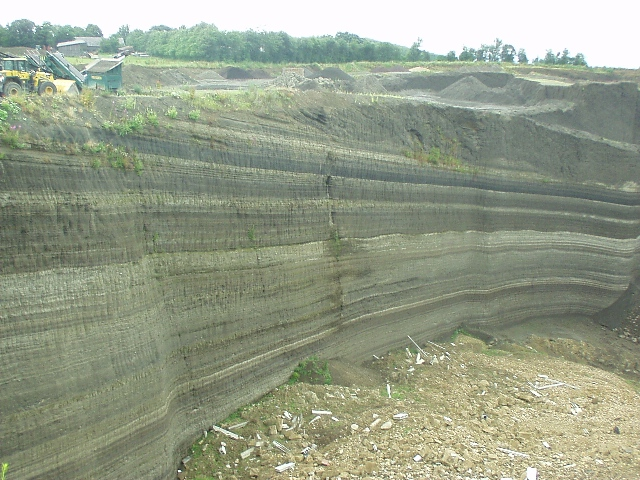
Tefralagen in een groeve in de Eifel. De wand is 30 meter hoog